# Jean Kourkouas (IXe siècle)
Jean Kourkouas (en grec médiéval : Ἰωάννης Κουρκούας, romanisé en Ioannes Kourkouas) est un commandant militaire byzantin, qui mène une conspiration contre l'empereur Basile Ier le Macédonien, qui règne de 867 à 886.

## Biographie
Jean Kourkouas est le premier membre attesté de la famille des Kourkouas. D'origine arménienne, le nom originel de cette famille est Gurgen, avant que ses représentants de s'intègrent à l'Empire byzantin. Ils sont originaires de la cité de Dokeia (aujourd'hui Tokat), située dans le thème des Arméniaques. Cette famille représente l'incorporation des Arméniens au sein de l'Empire, notamment à son frontière orientale, où ils jouent un rôle de premier plan dans les guerres arabo-byzantines,.
Jean Kourkouas occupe la fonction de commandant (domestique) du régiment impérial des Hikanatoi. C'est à cette fonction qu'il mène une conspiration contre l'empereur Basile Ier, lui-même parvenu au pouvoir à la suite d'un complot palatin. Jean Kourkouas réussit à impliquer soixante-six membres du Sénat byzantin et de l'aristocratie impériale, dont le commandant du régiment de la garde impériale, l'Hétairie et de nombreux personnages de premier plan. Jean Kourkouas a l'intention de frapper le jour de l'Annonciation mais son plan est divulgué par son propre chambellan. L'empereur mène lui-même le procès public des conspirateurs, au sein de l'hippodrome de Constantinople. Les meneurs sont condamnés à être fouettés et tonsurés. Le procès intervient le jour de l'Annonciation, avant la conduite de la procession traditionnelle, lors de laquelle les conspirateurs doivent défiler nus derrière le souverain. Ensuite, Jean Kourkouas et ses complices sont bannis et leurs propriétés confisquées. 
La date de ces événements n'est pas clairement établie. Théophane continué et Jean Skylitzès la situe aux alentours de 877/878 mais les historiens modernes préfèrent l'année 886. Quant à Sklylitzès, il prénomme le meneur Romain et non Jean, à la différence des autres sources. Il pourrait s'agir d'une confusion de Skylitzès entre Jean Kourkouas et le fils de celui-ci, effectivement prénommé Romain. Ce prénom pouvant par ailleurs aussi être celui du père de Jean Kourkouas, selon une tradition byzantine menant à donner le nom du grand-père au fils aîné,. 
L'un des petits-fils de Jean Kourkouas, prénommé d'après lui, est le général Jean Kourkouas qui s'illustre dans les guerres contre les Arabes,.